# アニメわ〜く!
『アニメわ〜く!』は、関西テレビ (KTV) の火曜深夜（日付上は水曜未明）に放送していた関西ローカル深夜アニメ枠の名称である。

## 概要
KTVでは長らく火曜深夜にフジテレビ制作の『ノイタミナ』枠作品などをネットしていた（独立局系深夜アニメ〈通称「UHFアニメ」〉をネットしていた時期もあった）が、2010年4月改編にて独自の枠名称を設定した。
最初に放送される番組の前に「アニメわ〜く!」の表示と音声が出る。
2011年10月改編で『ノイタミナ』全ネット局において同ブランドに統一されたことにより、当枠名は廃止された。なお、第3部の再放送枠は枠名こそ無くなったものの、引き続き放送されている。